# Sophie von Mecklenburg (1481–1503)
Sophie, Herzogin zu Mecklenburg, auch Sophia (* 18. Dezember 1481; † 12. Juli 1503 in Torgau) war Herzogin zu Mecklenburg und durch Heirat Herzogin von Sachsen.

## Leben
Sophie war das dritte von sieben Kindern und zweite Tochter von Herzog Magnus II. und seiner Frau Sophie von Pommern.
Am 1. März 1500 heiratete sie Herzog Johann den Beständigen von Sachsen.
Aus dieser Ehe ging ein Sohn hervor:
- Johann Friedrich I. (1503–1554), Kurfürst von Sachsen

⚭ 1527 Prinzessin Sibylle von Jülich-Kleve-Berg (1512–1554)
Schon kurz nach der Geburt ihres Sohnes starb Sophie. Sie wurde in der Torgauer Marienkirche beigesetzt. Ihre bronzene Grabplatte wurde in der Nürnberger Werkstatt von Peter Vischer dem Älteren nach einem Entwurf von Jacopo de’ Barbari gefertigt.

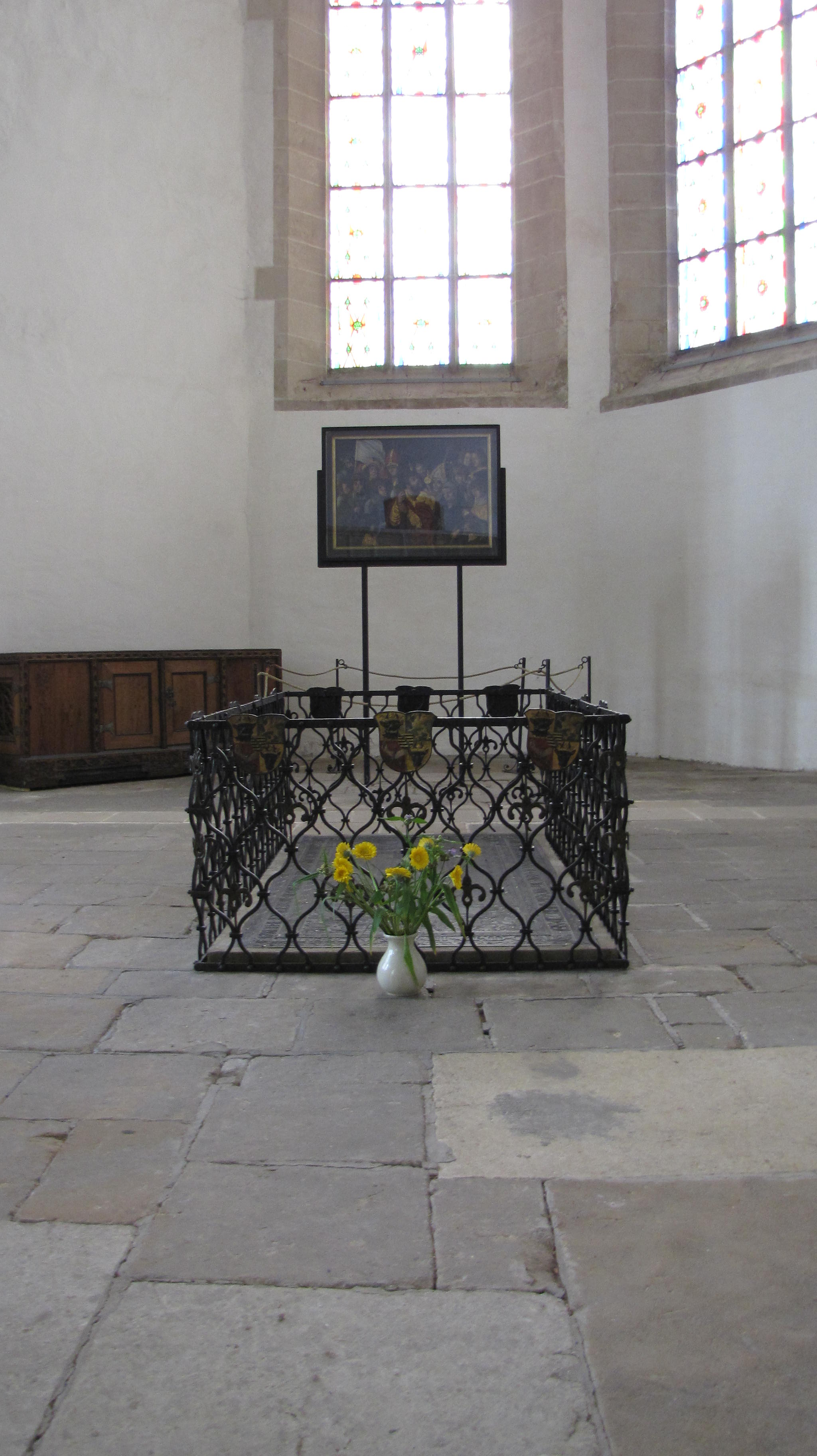
Das Grab im südlichen Seitenschiff, dahinter Cranachs 14 Nothelfer
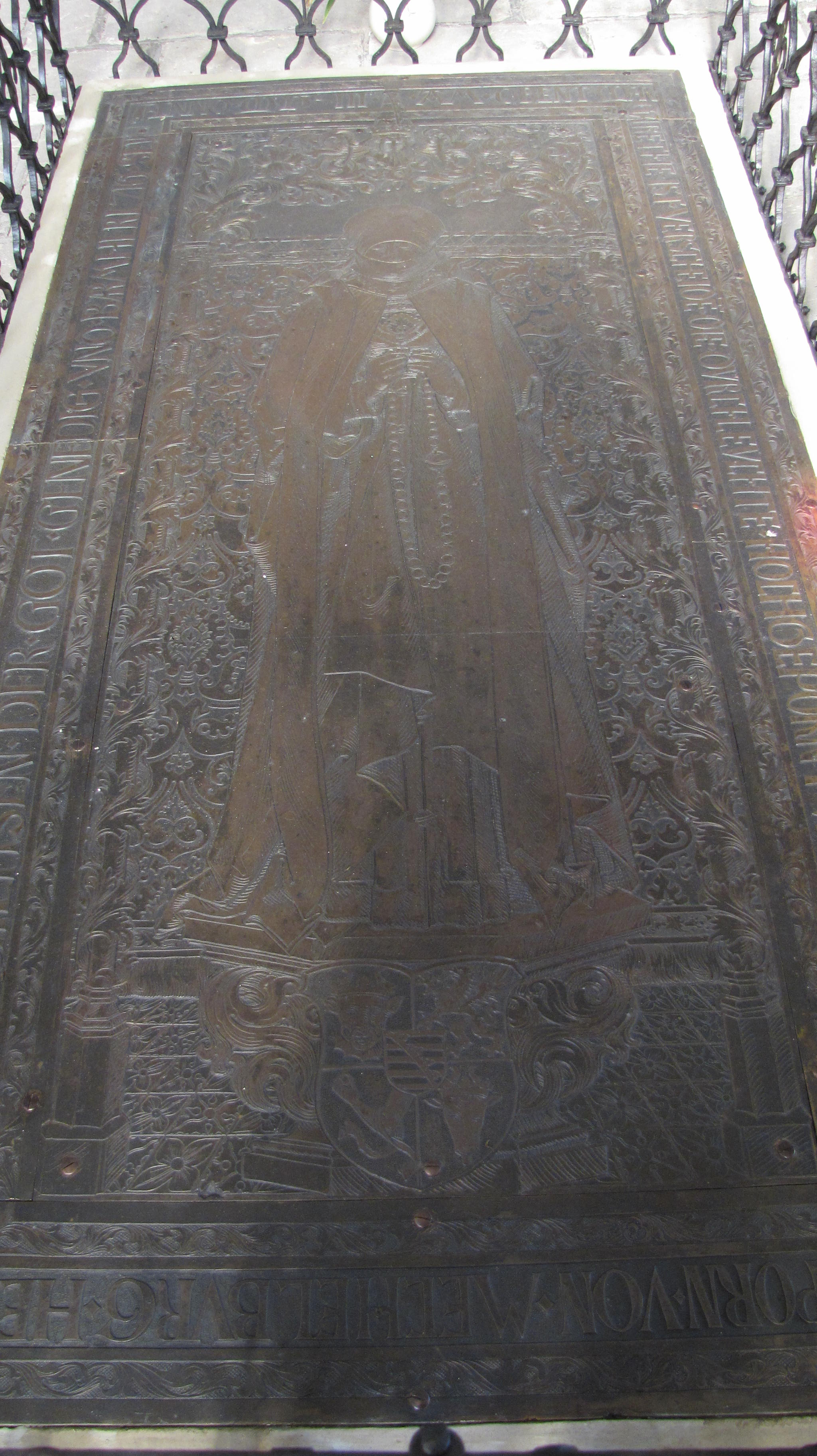
Grabplatte
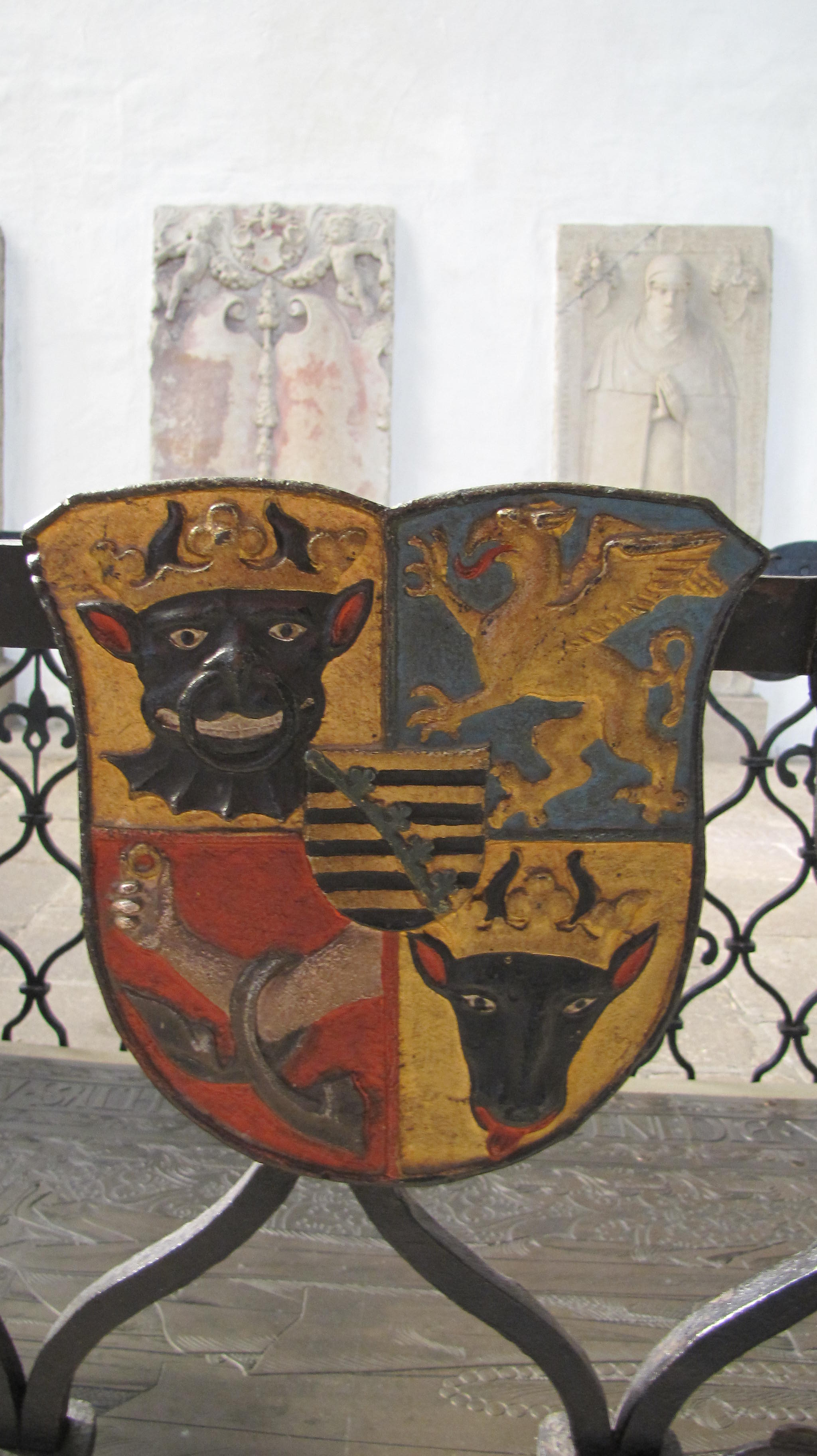
Wappen am Gitter

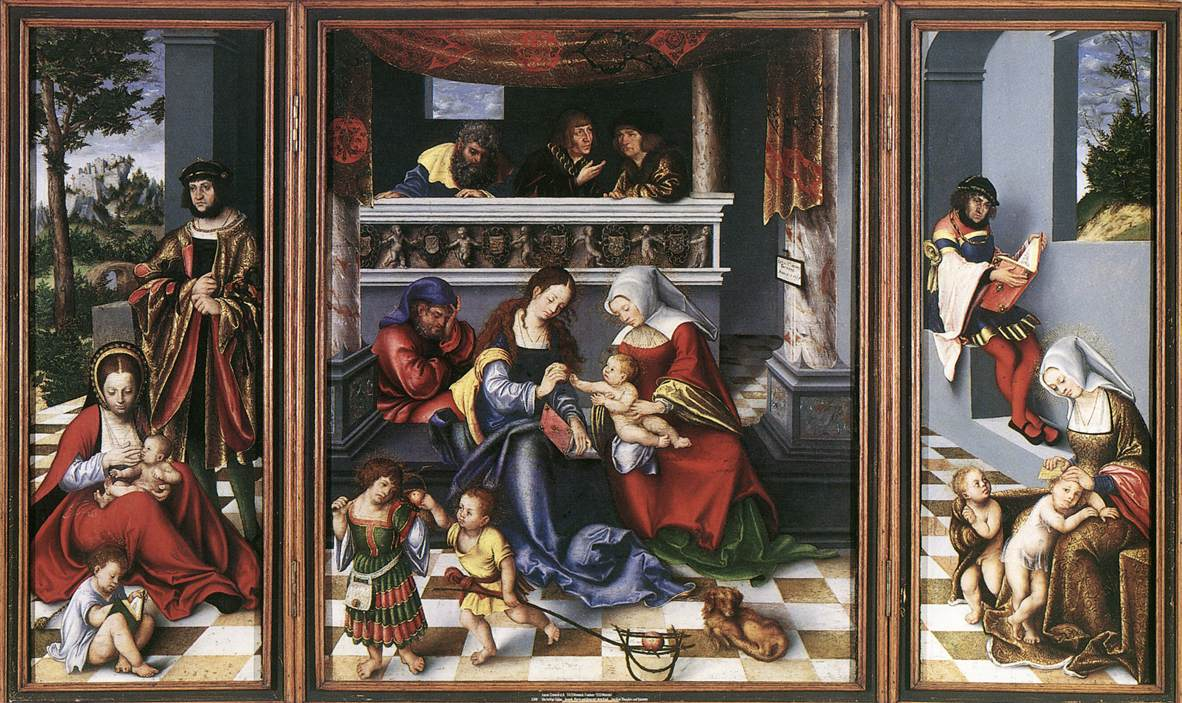
Torgauer Altar

Zu ihrem Gedächtnis stifteten Johann und sein Bruder Friedrich der Weise einen der Heiligen Anna und den Vierzehn Nothelfern geweihten Altar, der am 19. Juli 1505 eingeweiht wurde. Das Altargemälde gaben sie bei Lucas Cranach dem Älteren in Auftrag. Seit dem Anfang des 20. Jahrhunderts wird ein Triptychon im Frankfurter Städel, das die Heilige Familie zeigt, als dieser Torgauer Altar angesehen. Eine Tafel Cranachs mit der gedrängten Darstellung der 14 Nothelfer blieb in Torgau und ist heute hinter dem Grab aufgestellt.